# أولف نيلسون
أولف نيلسون (بالسويدية: Ulf Nilsson)‏ هو سياسي سويدي، ولد في 1945. حزبياً، نشط في حزب الشعب الليبرالي. وقد انتخب عضو البرلمان السويدي ‏.